# OSM Maritime Group
Die OSM Maritime Group ist ein ursprünglich norwegisches Schifffahrtsunternehmen. Heute bietet das Unternehmen neben der Bereederung viele schifffahrtsbezogene Dienstleistungen an. Sitz der Firma ist Limassol auf Zypern.
Nach eigenen Angaben hat die OSM Maritime Group 10.000 Angestellte, eine Flotte von rund 500 Schiffen und ist weltweit aktiv. Neben dem Betrieb eigener Schiffe bietet sie u. a. die Dienstleistungen Bereederung, Bemannung von Schiffen, Bauaufsicht und „Offshore Management“ an. Sie hat Niederlassungen in rund 25 Ländern weltweit.
Die von OSM bereederte King Jacob half im April 2015 nach dem Kentern eines überladenen Schlepperbootes auf dem Mittelmeer.